# Бенедикт (епископ Порто)
Бенедикт (Benedetto) — католический церковный деятель XIII века. На консистории 1200 года был провозглашен кардиналом-дьяконом церкви Санта-Мария-ин-Домника. В 1201 году стал кардиналом-священником с титулом церкви Санта-Сусанна. В 1212 году стал кардиналом-епископом диоцеза Порто. Участвовал в выборах папы 1216 года (Гонорий III).